# Sikawa (obóz pracy karnej w Łodzi)
Obóz na Sikawie w Łodzi – obóz funkcjonujący w okresie od ok. 12 marca 1943 do 18 stycznia 1945 jako Niemiecki obóz pracy wychowawczej na Sikawie (Arbeitserziehungslager; AEL), przeznaczony dla Polaków z Łodzi (podówczas Litzmannstadt) i okolic. Następnie obóz NKWD (styczeń – kwiecień 1945), obóz „filtracyjny” dla volksdeutschów z Łodzi i okolic (kwiecień 1945–1948) i obóz jeniecki dla oficerów armii niemieckiej (1948–1950). Od 1955 roku w tym miejscu znajduje się Zakład Karny nr 1 w Łodzi.

## Geneza
Obozy pracy „wychowawczej” na terenie okupowanych ziem polskich Niemcy zaczęli organizować na podstawie rozporządzenia Reichsführera SS i szefa Niemieckiej Policji – Heinricha Himmlera z 28 maja 1941, częściowo zmienionego 12 grudnia 1941 roku. W tym samym dniu szef Policji Bezpieczeństwa i SD zatwierdził regulamin takich obozów. Podobne w formie obozy policja bezpieczeństwa zaczęła tworzyć już w 1940 r. na podstawie okólnika Reichsführera SS z 28 maja 1940 r. dla osadzania w nich zbiegłych robotników przymusowych. Faktycznie miały one charakter aresztów policyjnych i osadzenie w nich następowało na podstawie decyzji administracyjnej miejscowej policji. Obok polskich robotników przymusowych osadzano w nich, bez względu na narodowość (w tym Niemców), wszystkie osoby odmawiające pracy lub łamiące dyscyplinę pracy. Nie wolno było w nich umieszczać więźniów politycznych, ale w praktyce zdarzały się odstępstwa od tej zasady. Od 1942 r. osadzano w nich również Polaków, wobec których organy policyjne postanowiły zastosować krótkoterminowe kary obozu karnego.
W marcu 1944 r. na obszarze okupowanej Polski funkcjonowało 165 obozów pracy „wychowawczej”. Ogólny nadzór nad nimi sprawował Główny Urząd Bezpieczeństwa Rzeszy, a bezpośredni szefowie miejscowych placówek Gestapo, które były też inicjatorami ich utworzenia na danym terenie. Do czasu powstania obozu w Łodzi, łodzian osadzano m.in. w utworzonym na początku 1942 obozie pracy karnej w Ostrowie Wielkopolskim.

## Historia

### Arbeitserziehungslager; AEL (1943–1945)
Obóz powstał na obszarze gospodarstwa rolnego przy obecnej ul. Beskidzkiej 54 (podówczas Am Bach 40), w rejonie Łodzi zwanym „Sikawa”, ok. 12 marca 1943, obliczony na około 500 więźniów, zarówno kobiet, jak i mężczyzn (tych zawsze było więcej). Jego ówczesna nazwa to „Arbeitserziehungslager Litzmannstadt, Stockhof, Am Bach 40”. W październiku 1944 obóz został połączony organizacyjnie z policyjnym więzieniem na Radogoszczu w Łodzi w nową jednostkę „penitencjarną” pod zarządem łódzkiej policji bezpieczeństwa pod nazwą „Der Kommandur der Sicherheitspolizei in Litzmannstadt Erweitertes Polizeigefängnis und Arbeitserziehungslager” (inna spotykana na pieczątkach nazwa to „Geheime Staatspolizei, Staatspolizeistelle-Litzmannstadt, Erwaitertes Polizeigefängnis und Arbeitserziehungslager”) i w takiej formie funkcjonował do końca okupacji niemieckiej w Łodzi podczas II wojny światowej, czyli do 19 stycznia 1945.
Komendantem obozu przez cały okres jego funkcjonowania był funkcjonariusz łódzkiego gestapo inspektor Wilhelm Becker.
Osadzenie w obozie sikawskim następowało na podstawie decyzji administracyjnej łódzkiej policji, maksymalnie na okres 56 dni. Stosowana była też przez określony okres forma niedzielnego osadzania, szczególnie w odniesieniu do robotników potrzebnych w produkcji, którzy popełnili drobne wykroczenia. Powody osadzenia to: uchybienia w dyscyplinie pracy, porzucenia pracy, ucieczka z robót przymusowych itp., inne wykroczenia przeciw ustawodawstwu okupacyjnemu.
Z powodu prawie całkowitego zaginięcia dokumentacji tego obozu – jak również więzienia radogoskiego – nie sposób ustalić dokładnej liczby osób więzionych w tym miejscu. Na pewno było to kilka tysięcy osób. W oddziale „Radogoszcz” Muzeum Tradycji Niepodległościowych w Łodzi prowadzona jest, na podstawie najprzeróżniejszych źródeł, „Kartoteka b. więźniów obozu na Sikawie”. Aktualnie obejmuje ona ok. 500 nazwisk, głównie z 1944 roku.
Na pewno obóz na Sikawie nie był miejscem zorganizowanej eksterminacji na większą skalę, ale z powodu trudnych warunków bytowania, braku należytej opieki lekarskiej i znęcania się załogi obozu zmarła na jego terenie bliżej nie ustalona liczba więźniów. Ich ciała były chowane na jedynych w tym czasie cmentarzach dostępnych dla Polaków w Łodzi, w dzielnicy „Chojny”: na cmentarzu przy ul. Rzgowskiej i na „Kurczakach”.
W momencie zajmowania Łodzi przez Rosjan w obozie na Sikawie nie doszło do podobnej masakry jak w więzieniu radogoskim. Jego załoga uciekła, choć istnieje domniemanie, że i tu planowano podobną likwidację więźniów.
Znani więźniowie
- Leszek Wronko – za ucieczkę w drodze na roboty przymusowe w Niemczech; od pocz. lipca do końca września 1944 r.; po wojnie operator dźwięku w Wytwórni Filmów Fabularnych w Łodzi.

### Obóz jeniecki NKWD (styczeń – kwiecień 1945)
W pierwszych dniach po zajęciu Łodzi przez Rosjan (19 stycznia 1945) obóz na Sikawie został przejęty przez NKWD jako doraźny obóz dla niemieckich jeńców wojennych wziętych do niewoli podczas walk o to miasto, chociaż nie wykluczone, że prawdopodobnie przytrzymywano tu też nieznaną liczbę Polaków zatrzymanych w tym czasie przez NKWD.
1 lutego służbę wartowniczą w obozie sikawskim podjął 3 batalion 15 pułku piechoty 5 DP z II Armii WP (która została w tym czasie translokowana w rejon Łodzi z Warszawy) i pełnił ją do 27 lutego, czyli do czasu wymarszu dywizji na zachód (wzięła m.in. udział w ciężkich walkach podczas operacji łużyckiej i w bitwie pod Budziszynem). 1 batalion tej dywizji nadzorował podobny obóz w Kaliszu, a 2 batalion obóz w Ozorkowie.
Około połowy kwietnia 1945 r. obóz przeszedł pod zarząd Wydziału Więziennictwa i Obozów Ministerstwa Bezpieczeństwa Publicznego (MBP) w związku z czym wywieziono stąd pozostających tu jeszcze jeńców niemieckich, a obóz został przekształcony w „obóz filtracyjny” dla cywilnych Niemców z Łodzi i okręgu łódzkiego. W tym krótkim okresie „jenieckim” nie odnotowano przypadków masowej eksterminacji, chociaż na pewno zmarła tu niewielka liczba jeńców z powodu złych warunków bytowania i braku opieki lekarskiej.
Istnieje domniemanie warszawskiego historyka, Adama Nogaja (który przygotowuje publikację na temat obozu), że w okresie od 10 lub 19 lutego do lipca 1945 r. na terenie b. obozu sikawskiego stacjonował oddział wywiadowczy Sztabu Generalnego WP.

### Obóz „filtracyjny” dla cywilnych Niemców (kwiecień 1945 – październik 1948)
Podstawowym celem funkcjonowania tego obozu było sprawdzanie działalności zatrzymanych Polaków niemieckiego pochodzenia w okresie okupacji, również Polaków, którzy wnioskowali o wpis na volkslistę, oraz zgromadzenie siły roboczej dla różnego rodzaju prac fizycznych.
W krótkim czasie nazwa „Sikawa” zaczęła wzbudzać wśród łódzkich Niemców paniczny strach. Przebywające w nim kobiety oraz mężczyźni, byli kierowani do bezpłatnej, przymusowej pracy według zapotrzebowania składanego przez najróżniejsze instytucje i zakłady pracy w Łodzi i okolicy. Dla większych grup roboczych lub miejsc pracy znaczniej oddalonych od obozu tworzono podobozy, np. w zakładach włókienniczych „K. Scheiblera i L. Grohmana” przy ul. W. Tymienieckiego dla ok. 500-osobowej grupy kobiet. W czerwcu 1946 r. około 100-osobową grupę mężczyzn skierowano do porządkowania terenu byłego getta w Łodzi. Byli dowożeni tam samochodami ciężarowymi; praca trwała od 5.00 do 16.00. Warunki bytowe w podobozach były nieco lepsze niż w obozie macierzystym. Z podobozów można było łatwiej uciec. Szacuje się, na podstawie zachowanych dokumentów obozowych, iż z tych miejsc pracy zbiegły 4702 osoby. To dużo jak na liczbę zarejestrowanych w nim więźniów.
Obóz Pracy „Sikawa” – później Ośrodek Pracy Więźniów w Łodzi–Sikawa – zlikwidowano na początku października 1948 roku. Pozostałych jeszcze w nim Niemców deportowano przez Wrocław transportami przesiedleńczymi na teren Niemiec.
Niewyjaśnioną jednoznacznie kwestią z dziejów tego obozu jest liczba osób jaka przez niego przeszła. W 2010 r. szacowano ją na ok. 30 tys. osób, z których ok. 1247 tu zmarło, głównie wskutek chorób (m.in. epidemii tyfusu) i niedożywienia.
Zmarłych chowano poza terenem obozu. W 1995 r., w pobliżu terenu byłego obozu podczas prac ziemnych odnaleziono szczątki ludzkie (czaszki i inne kości), które można połączyć z tamtymi pochówkami.
Inną kwestią jest udowodnienie, czy dokonywano na jego terenie zabójstw z premedytacją. Zgromadzony w śledztwie „w sprawie stosowania przemocy wobec osób osadzonych w obozie pracy dla Niemców w Łodzi na Sikawie w okresie od 1945 do 1947”, przeprowadzonym przez IPN w Łodzi, materiał dowodowy (w tym przesłuchania 40 świadków) nie potwierdził faktu popełniania zbrodni przez polską administrację obozową, ale potwierdził liczne fakty naturalnej śmierci w nim.
Akta dotyczące tego obozu do przełomu lat 80. i 90. XX w. były skrywane w archiwach, pomimo tego, że znane już były szerzej fakty dotyczące podobnych obozów funkcjonujących na terenie południowej Polski: w Świętochłowicach, Łambinowicach, Jaworznie, czy też o obozie w Potulicach, które mają już sporą bibliografię. Kwestia ta na początku XXI uległa zasadniczej zmianie. Jakkolwiek nie ma dotąd monograficznej publikacji na ten temat, to szereg artykułów, które ukazały się po 1989 r., zarówno w prasie codziennej, jak i periodykach oraz publikacjach popularnonaukowych, wypełnia w znacznym stopniu tę lukę informacyjno-faktograficzną.
Zachowana dokumentacja Obozu Pracy „Sikawa”/Ośrodka Pracy Więźniów w Łodzi–Sikawa znajduje się w Oddziałowym Biurze Udostępniania i Archiwizacji Dokumentów Instytutu Pamięci Narodowej w Łodzi.
Obóz na Sikawie w Łodzi jest ciągle żywym traumatycznym wspomnieniem byłych niemieckich mieszkańców Łodzi, którzy dali temu wyraz zarówno w artykułach, jak i wspomnieniach publikowanych na terenie Niemiec.

### Obóz jeniecki dla oficerów niemieckich (październik 1948 – grudzień 1950)
W miejscu obozu „filtracyjnego” dla cywilnej ludności niemieckiej powstał w październiku 1948 r. centralny obóz jeniecki dla oficerów niemieckich. Przygotowanie go do nowej funkcji trwało około miesiąca. W formie organizacyjnej był to klasyczny obóz jeniecki. Szacuje się, że w tym czasie na obszarze Polski pozostawało jeszcze ok. 38 781 jeńców niemieckich; szeregowych i oficerów. 29 października 1948 r. skierowano do obozu na Sikawie grupę oficerów z centralnego obozu pracy w Jaworznie. Na przełomie kwietnia i maja 1949 r. praktycznie wszyscy niemieccy oficerowie znajdujący się w polskiej niewoli zostali tu zgrupowani. Wtedy też obóz osiągnął swój najwyższy stan – około 800 jeńców. Jako ostatni przywiezieni tu zostali, w II połowie września 1949 r., dwaj przebywający dotąd w polskich więzieniach generałowie: Ernst Mattern i Hellmuth Eisenstuck.
Zgromadzeni tu oficerowie podlegali intensywnej indoktrynacji w kierunku „nowych demokratycznych Niemiec”. Przedsięwzięcie zaprogramował i nadzorował por. Józef Lipski, szef Referatu Jenieckiego Wydziału Więziennictwa MBP oraz Karl Wloch, delegowany do pracy w Polsce w tym środowisku działacz niemieckiej Socjalistycznej Partii Jedności Niemiec, działającej na terenie rosyjskiej strefy okupacyjnej w Niemczech. 11 listopada 1948 r. wyżej wymienieni przybyli do obozu i zwołali zebranie na którym Wloch zapoznał zgromadzonych oficerów z międzynarodową sytuacją polityczną, sytuacją w rosyjskiej strefie okupacyjnej i budową „nowych demokratycznych Niemiec” oraz zapowiedział wybory do samorządu obozowego za kilka dni. Samorząd został utworzony na drugim zebraniu, 16 listopada. Jednocześnie rozpoczęła się akcja werbowania tajnych współpracowników wśród wyselekcjonowanych więźniów, którzy mieli informować władze o sytuacji wewnętrznej w obozie. 11 lipca 1949 r. obóz odwiedziło dwóch Szwajcarów – Ehrenhold i Müller, jako inspekcja Międzynarodowego Czerwonego Krzyża. Poza kilkoma uchybieniami głównie w zakresie wyżywienia, które wynikały w dużej mierze z powojennej sytuacji gospodarczej Polski, nie odnotowali oni większych uchybień. Przywożąc ze sobą transport żywności i środków czystości wspomogli doraźnie warunki bytowania jeńców.
Obóz dla oficerów niemieckich na Sikawie funkcjonował do końca 1950 roku. Jego więźniów, po formowaniu ideologicznemu, sukcesywnie wysłano do Niemiec według ich deklaracji, czy to do Niemiec zachodnich czy wschodnich. Z ostatnim transportem ewakuacyjnym obóz przestał funkcjonować.
Znaczna część dokumentacji obozu „filtracyjnego” i obozu jenieckiego znajduje się w zbiorach Archiwum oddziału łódzkiego Instytutu Pamięci Narodowej.

### Zakład Karny nr 1 w Łodzi (od 1955)

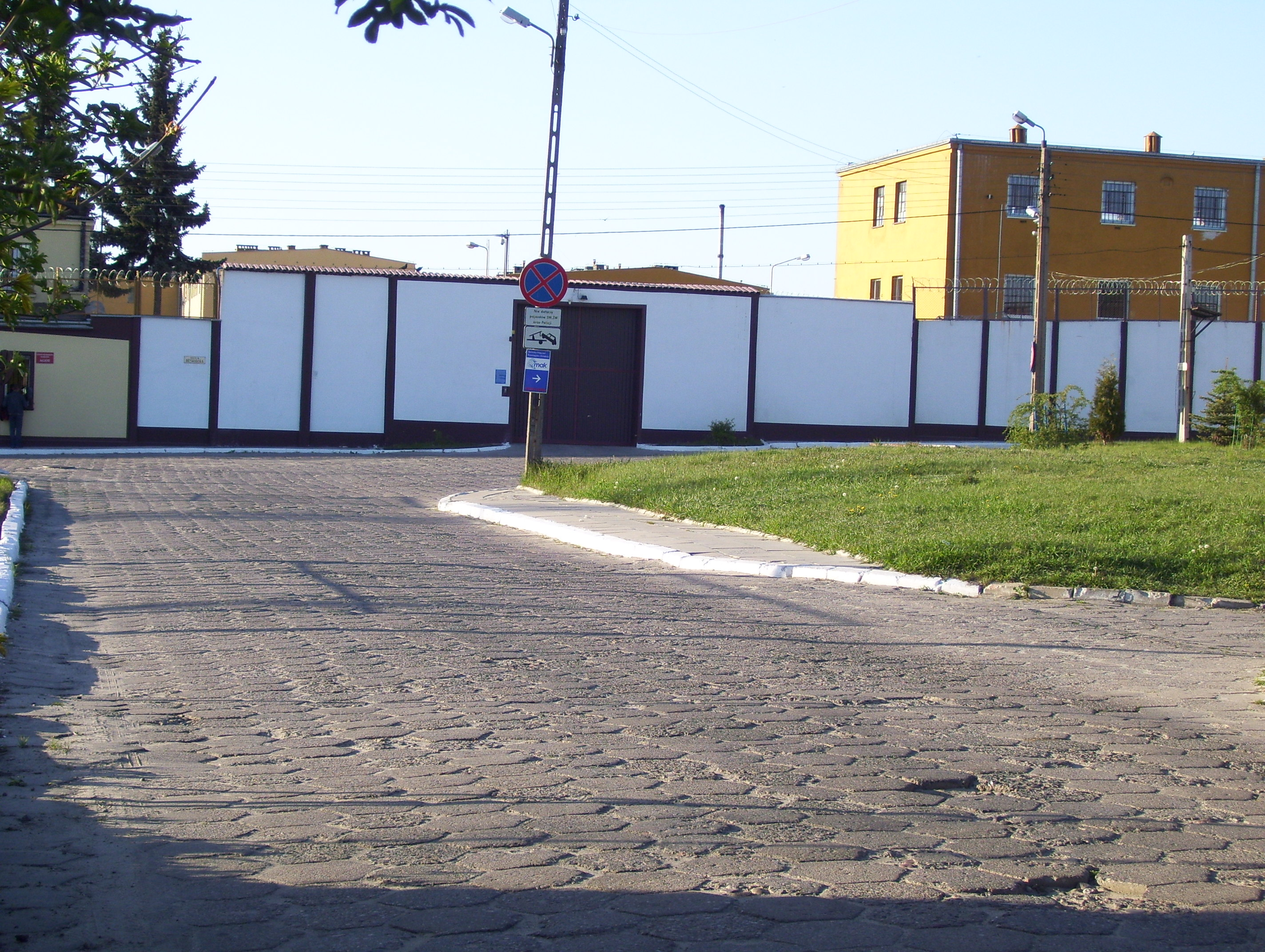
Zakład Karny Łódź-Sikawa, przy ul. Beskidzkiej 54.

W 1955 r. na terenie dawnego obozu powstał Ośrodek Pracy Więźniów „Sikawa”. Wtedy też rozpoczęto stopniową jego przebudowę do nowych funkcji i powiększanie w celu zwiększenia liczby więźniów. W latach 60. zmieniono nazwę na „Zakład Karny, Sikawa-Łódź”, a w latach 70. na Zakład Karny Nr 1 w Łodzi.
Obecnie jest to męski zakład typu półotwartego i otwartego, przeznaczony do odbywania kary pozbawienia wolności, z oddziałami: aresztu śledczego, zakładu karnego typu półotwartego i otwartego dla kobiet. Pojemność jednostki wynosi 567 miejsc. Ponadto w jednostce funkcjonuje oddział terapeutyczny dla skazanych mężczyzn recydywistów uzależnionych od alkoholu.

## Upamiętnienie

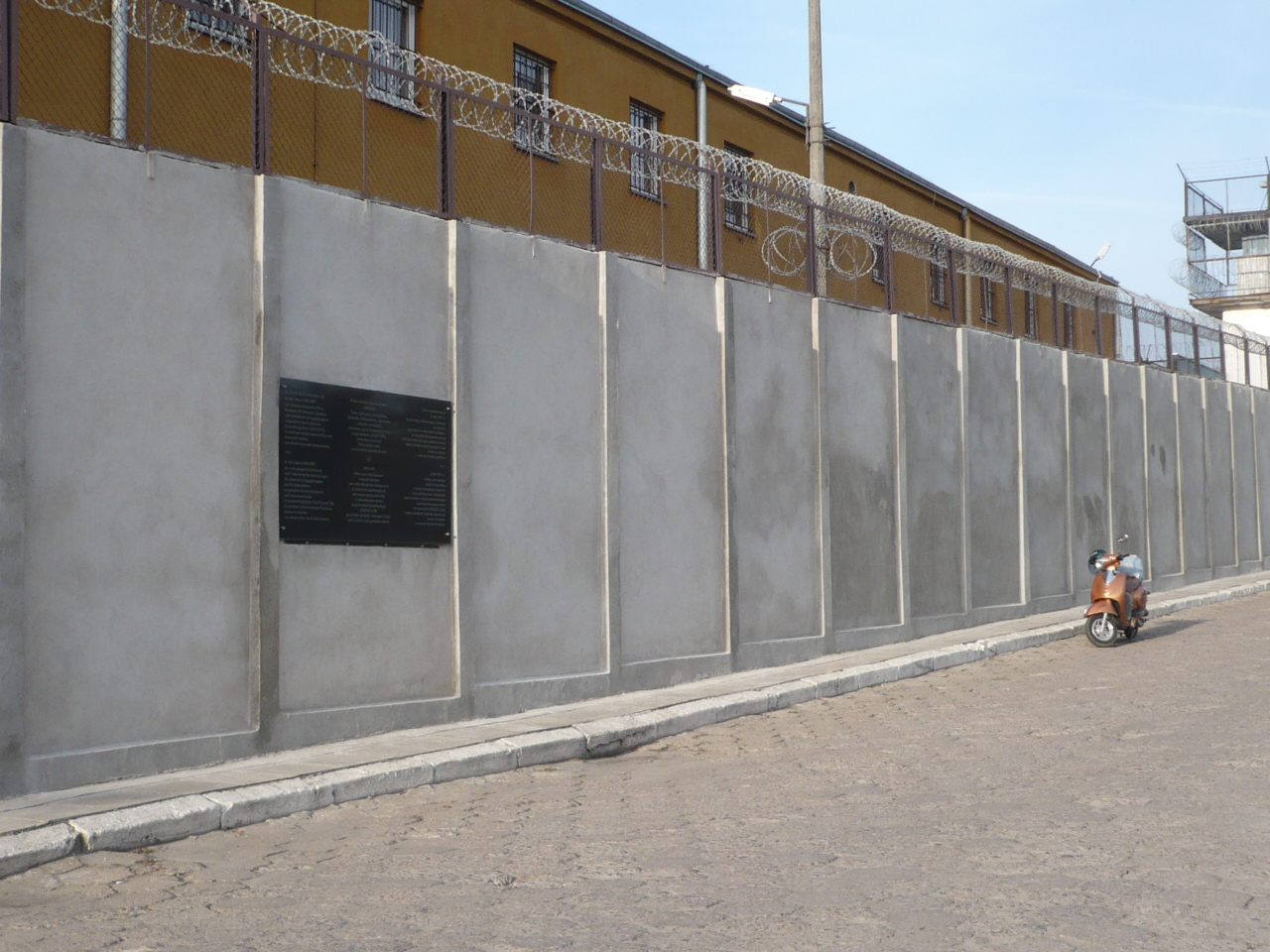
Tablica pamiątkowa obozów sikawskich; widok ogólny (na prawo od bramy głównej; IV 2014)

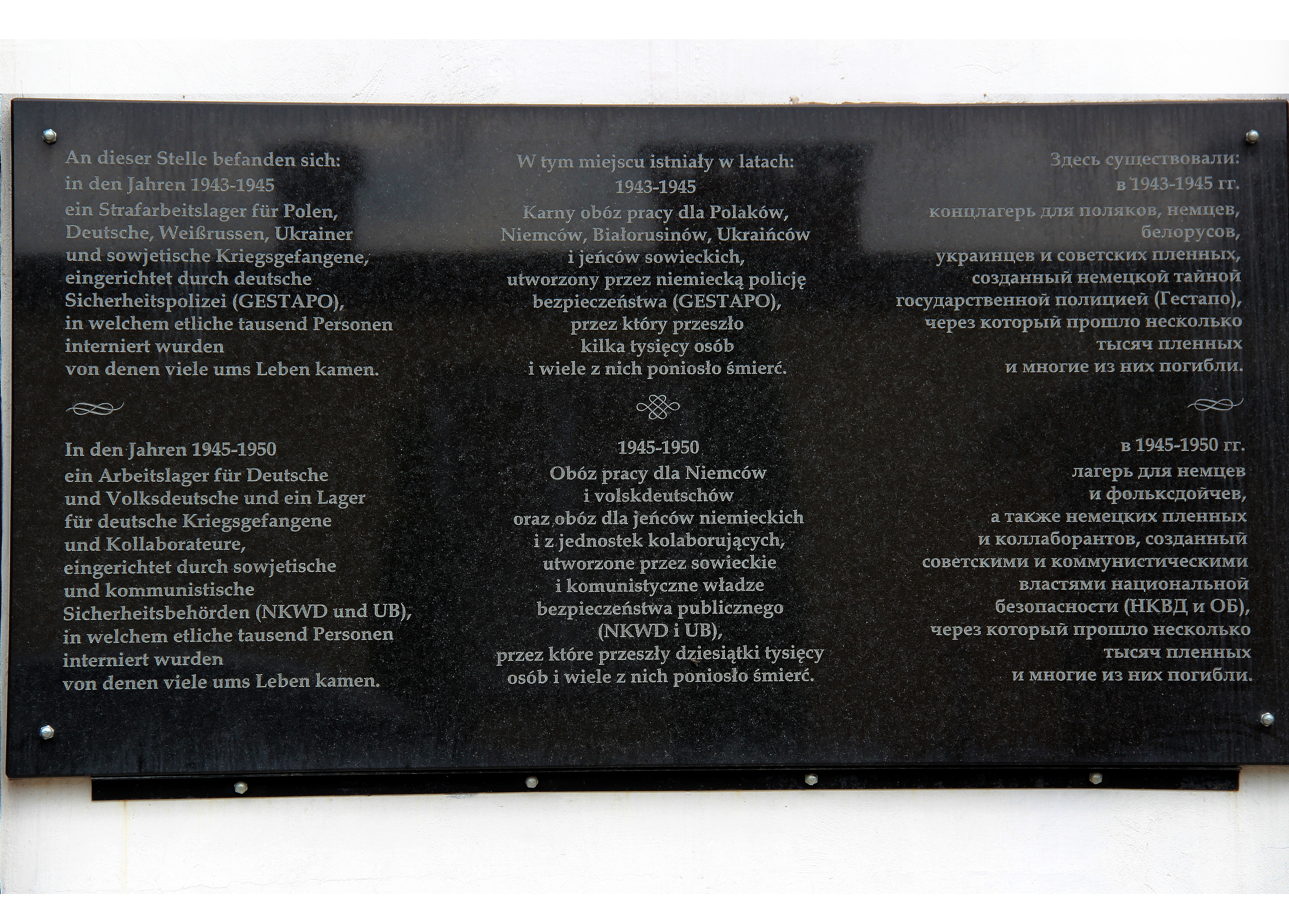
Tablica pamiątkowa obozów sikawskich

26 maja 2009 r. na frontowym murze Zakładu Karnego została odsłonięta 3-języczna (niemiecko-polska-rosyjska) tablica pamiątkowa upamiętniająca funkcjonowanie w tym miejscu zarówno obozu dla Polaków podczas okupacji niemieckiej w czasie II wojny światowej, jak i obozu dla Niemców, po zakończeniu okupacji.